# Antinutriente

El ácido fítico es un antinutriente que interfiere con la absorción de minerales.

Los antinutrientes son compuestos naturales o sintéticos que interfieren con la correcta nutrición de un individuo. Estudios en el ámbito nutricional, hallaron estos compuestos antinutricionales en alimentos y bebidas de origen vegetal. Existen dudas sobre si deben consumirse o no debido a que pueden provocar problemas si son consumidos en cantidades incorrectas, además de interferir en la absorción de algunos macro- y/o micro sustancias. Sin embargo, hay que valorar sus beneficios en la salud y prevención de enfermedades y algunos tipos de cánceres, por ello no se recomienda dejar de comer los distintos alimentos que los contengan ya que además, su presencia se puede reducir con diferentes técnicas culinarias.

## Tipos
Hay una gran variedad de antinutrientes, algunos de ellos los encontramos en alimentos de origen animal, sin embargo, la mayoría son de origen vegetal presentes naturalmente en plantas y cuya principal función es la defensa contra bacterias, mohos, algunos animales etc. Tienen distintos efectos en nuestro organismo según al sustrato que afectan.
Uno de los más conocidos es el ácido fítico, el cual forma complejos insolubles con calcio, magnesio, hierro, cobre y zinc. Esto provoca que los minerales no sean absorbidos en el intestino, su efecto sobre la salud depende del grado de insolubilidad de estos compuestos formados. Por otro lado, se conoce que este compuesto es capaz de prevenir cálculos renales y reduce el riesgo de padecer algunos tipos de cánceres evitando la formación de radicales libres Los ácidos fíticos son frecuentes en cáscaras de nueces, semillas y granos.
También las lectinas, son proteínas relacionadas con la mala absorción de zinc (Zn), fósforo (P), calcio (Ca) y hierro (Fe). Se encuentran en granos integrales y legumbres principalmente.La gran mayoría no son tóxicas a no ser que se consuman cantidades grandes de ella, de hecho, destacan por su uso en la industria alimentaria o en la elaboración de fármacos.
Los oxalatos, presentes en semillas (granos, legumbres, frutos secos, etc), en las hojas de las verduras y en las cáscaras de cítricos, principalmente. Su consumo elevado dificulta la absorción de ciertos minerales especialmente del calcio (oxalato de calcio) y está relacionado con la formación de cálculos renales. Los alimentos con mayor contenido en oxalatos son la espinaca, remolacha, café en polvo, acelga, cacao en polvo, germen de trigo, nuez, cacahuate, chocolate, perejil, puerro, limón, té, berza.El oxalato proveniente de estos alimentos se puede reducir utilizando diferentes técnicas culinarias como la cocción de los mismos.
Otra particular y amplia forma de compuestos antinutricionales son los flavonoides, estos son un grupo de compuestos polifenólicos, entre los que se encuentran los taninos. Estos compuestos quelan metales como el hierro y el zinc y reducen la absorción de estos nutrientes, pero ellos además inhiben las enzimas digestivas y posiblemente precipiten las proteínas.
Sin embargo, polifenoles como los Taninos poseen propiedades anticancerígenas, así alimentos como el té verde que contiene amplias cantidades de estos compuestos, podría ser saludable para algunas personas a pesar de sus propiedades antinutricionales.
Las saponinas tienen función hemolítica cuando interaccionan con la membrana de los eritrocitos y pueden irritar la mucosa bucofaríngea y digestiva.Por otro lado también se conoce que contribuyen a reducir el colesterol al impedir su absorción en el intestino y aumenta la excreción fecal de ácidos biliares, cuyo precursor es el colesterol.
La clara de huevo cruda, contiene la glucoproteína avidina que impide la absorción de la Vitamina B7 o biotina en el intestino, por lo que se debe consumir perfectamente cocida. La avidina se desnaturaliza por la cocción y pierde función.

## Abundancia
Cada antinutriente suele encontrarse en un alimento en concreto, aunque a veces pueden estar en varios, además, están distribuidos en distintas partes de los mismos (semillas, cáscaras, tronco...). Son más abundantes en aquellos alimentos que suelen consumirse en crudo. En los cultivos modernos, se encuentran en bajos niveles, probablemente como un resultado del proceso de domesticación. No obstante, la mayoría de los productos de la dieta moderna que provienen de pequeños cultivos, especialmente de cereales, han aumentado en lo que concierne a los efectos de los antinutrientes en la salud humana.
Existe la posibilidad de reducir el contenido de antinutrientes para poder aprovechar al máximo los beneficios que otorgan el consumo de estos alimentos que contienen otras sustancias como la de los polifenoles, que reducen el riesgo de cáncer, enfermedades cardíacas o diabetes. Muchos métodos tradicionales de preparación de los alimentos como la fermentación, la cocción y el malteado, incrementan la calidad nutricional de las partes alimenticias de vegetales  y frutas, mediante la reducción de antinutrientes específicos como el ácido fítico, polifenoles y ácido oxálico. Tales métodos de procesamiento son ampliamente utilizados en sociedades donde los cereales y las leguminosas forman la mayor parte de la dieta. Un importante ejemplo de este tipo de procesamiento es la fermentación de la mandioca para producir harina de mandioca: Esta fermentación reduce tanto toxinas como antinutrientes en el tubérculo. Otros métodos consisten en la germinación o el descascarillado de los alimentos para eliminar los antinutrientes en las cáscaras o la extrusión, donde se aplican procesos con calor y altas presiones. También hay formas más sencillas de reducir estas sustancias en casa, por ejemplo, poniendo a remojo alimentos como las legumbres y evitando cocinarlas con este mismo agua o con el de la propia cocción.